# Sabulodes bilineata
Sabulodes bilineata är en fjärilsart som beskrevs av W. Warren 1897. Sabulodes bilineata ingår i släktet Sabulodes och familjen mätare. Inga underarter finns listade.